# Boragaon, Chikodi
Boragaon là một làng thuộc tehsil Chikodi, huyện Belgaum, bang Karnataka, Ấn Độ.